# Relazioni bilaterali tra Uruguay e Venezuela
Con relazioni Uruguay-Venezuela si intendono le relazioni diplomatiche fra l'Uruguay ed il Venezuela.
Il Venezuela ha un'ambasciata a Montevideo, mentre l'Uruguay ha un'ambasciata a Caracas ed un consolato a Maracaibo.
Storicamente le due nazioni hanno entrambe fatto parte dell'Impero Spagnolo fino all'inizio del XIX secolo. Oggi entrambi i Paesi sono membri a pieno titolo del Gruppo Rio, dell'Unione latina, dell'ALADI, dell'Associazione delle accademie di lingua spagnola, dell'Organizzazione degli Stati Americani, dell'Organizzazione degli Stati ibero-americani, della Comunità di Stati Latinoamericani e dei Caraibi e dell'Unione delle Nazioni Sudamericane.